# مینلا
مینلا (نام علمی: Minla) نام یک سرده از تیره سسکیان است.

## گونه‌ها
- Red-tailed minla (Minla ignotincta)
- دم شاه‌بلوطی مینلا (Minla strigula)
- Blue-winged minla  (Minla cyanouroptera)